# Langwasser Nordwest
Langwasser Nordwest ist der nordwestliche Teil des Nürnberger Stadtteils Langwasser und der Name des Statistischen Bezirks 32 im Statistischen Stadtteil 3 „Südöstliche Außenstadt“. Der Bezirk besteht aus den Distrikten 320 Langwasser Nordwest (Neuselsbrunn), 321 Langwasser Nordwest (Hochvogelring) und 322 Langwasser Nordwest (Wettersteinstr.).